# Semiothisa festivata
Semiothisa festivata är en fjärilsart som beskrevs av Achille Guenée 1858. Semiothisa festivata ingår i släktet Semiothisa och familjen mätare. Inga underarter finns listade i Catalogue of Life.